# Organo Hammond
L'organo Hammond è un organo elettromeccanico progettato da Laurens Hammond e costruito dalla statunitense Hammond Organ Company. Nonostante esso fosse in origine destinato alle chiese in alternativa ai più costosi organi a canne, trovò largo uso nel jazz, blues, musica gospel, easy listening e, in misura inizialmente minore ma poi sempre crescente, per il rock e il pop.

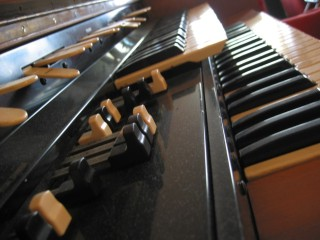
Spinetta Hammond serie L - Sulla sinistra, in primo piano, sono visibili i drawbar. Più in alto si trovano i preset, sullo sfondo i due manuali.

## Storia
L'invenzione dell'ingegnere statunitense Laurens Hammond fu svelata al pubblico nell'aprile 1935 e il primo modello, il Model A, fu disponibile nel giugno dello stesso anno. L'organo fu suonato dal vivo alla stazione radio Wind. È stato anche ampiamente usato nelle cappelle militari statunitensi durante e dopo la Seconda guerra mondiale. La stessa familiarità dei soldati con lo strumento può aver contribuito in qualche misura alla popolarità crescente dell'organo nel periodo post bellico.
Negli anni cinquanta diversi musicisti iniziarono a usare il suono caratteristico dell'organo Hammond, che nel decennio successivo divenne popolare tra i gruppi di musica pop e molto usato sulla stazione Radio 390. Negli anni cinquanta e sessanta, lo strumento venne ampiamente impiegato nella produzione di album easy listening.
Il suono dell'organo Hammond, così spinto e caratteristico, divenne ancor più popolare quando, negli anni sessanta e settanta, diversi artisti rock come John Lennon (Beatles), Jon Lord (Deep Purple), Rick Wright (Pink Floyd), Keith Emerson (Nice, ELP), Steve Winwood (Traffic), Matthew Fisher (Procol Harum), Billy Preston, Ian McLagan e altri musicisti rock  lo usarono per i loro pezzi.
Oggi la sua popolarità è in continua crescita grazie al "ritorno" del suono analogico e ad alcuni giovani ma già grandi musicisti che lo hanno eletto come strumento di riferimento nonostante non sia in produzione da decenni, tra cui non si possono non citare Joey DeFrancesco, John Medeski (Medeski Martin and Wood), Tony Monaco, Larry Goldings, Barbara Dennerlein e numerosi altri.
Anche in Italia, specialmente negli anni settanta, furono molti gli artisti impegnati nell'ambito del rock progressivo che usarono l'organo Hammond nei loro brani: ad esempio Vittorio Nocenzi (Banco), Flavio Premoli (PFM) in quasi tutte le canzoni, Demetrio Stratos (Showmen), Joe Vescovi (Trip), oppure è suonato da Franco Battiato, Roby Facchinetti (Pooh), Tony Pagliuca (Orme) e da Beppe Carletti (Nomadi). Celebre inoltre l'intro suonato da Maurizio Salvi del brano Nella sala vuota dei New Trolls.
Una prestigiosa e indelebile traccia come solista all'organo Hammond l'ha lasciata il virtuoso Victor Bacchetta con i suoi 10 LP incisi a partire dagli anni sessanta con superbe interpretazioni nel genere rock, pop e jazz.
Anche la canzone Crescere oggi, usata come colonna sonora dello spot pubblicitario degli omogeneizzati Mellin ha usato lo stesso strumento, suonato in questo caso da Adriano Pennino.

## Funzionamento del generatore sonoro e deidrawbar

Ruota fonica

Imitando l'organo a canne, con i suoi due manuali e i molteplici registri, l'organo Hammond usa la sintesi additiva delle forme d'onda armoniche per generare i suoni. Come nel precedente Telharmonium di Thaddeus Cahill, l'organo Hammond sfrutta una serie di ruote foniche (tonewheels), formalmente simili a ingranaggi, che ruotano grazie ad un motore sincrono, cioè legato alla frequenza della rete elettrica e quindi molto costante e stabile nella sua rotazione. Il continuo avvicinarsi e allontanarsi dei denti della ruota fonica crea una variazione di campo magnetico in corrispondenza del pick-up, proprio come avviene per la chitarra elettrica, il piano elettrico e il Clavinet. Dal momento che le forme d'onda sono prodotte da ruote meccaniche, e non da oscillatori elettronici, gli organi Hammond originali sono considerati degli organi "elettrici", "elettromeccanici" o "elettrofonici", piuttosto che "elettronici". Al variare del numero dei denti sulla ruota fonica e della velocità della stessa varia la frequenza del segnale. Le onde generate sono organizzate secondo la nomenclatura organistica classica, ma mentre l'organo tradizionale può avere molte canne sotto il controllo dello stesso tasto, per ovvie ragioni di praticità l'organo Hammond ha solo nove linee di generazione contemporanee per ogni tasto.

Drawbar

Le nove armoniche sono accordate tra loro secondo precisi intervalli musicali che rimangono invariati lungo tutta l'estensione, tranne qualche eccezione, delle cinque ottave di ciascuno dei due manuali; ciò vuol dire che abbassando un tasto si chiudono i 9 contatti.
Una caratteristica unica che contraddistingue gli organi Hammond è l'uso dei drawbar (tiranti) che permettono al musicista di variare a piacere il volume relativo al missaggio generale delle armoniche. Ogni controllo è dotato di un'asta marcata con 9 posizioni numerate da 0 a 8, dove a barra tutta inserita (cioè in posizione 0) il volume della relativa armonica sarà nullo e a barra tutta estratta (cioè in posizione 8) sarà massimo. Negli organi Hammond "console" più popolari (A100, B3 e C3) sono presenti 38 drawbar, divisi in quattro gruppi da nove, corrispondenti a due regolazioni alternabili su ognuno dei due manuali, più due drawbar indipendenti che regolano i volumi della pedaliera.

## Altre caratteristiche
Altre caratteristiche che sono state aggiunte agli organi Hammond comprendono un vibrato di natura elettromeccanica. Il particolare "click" associato alla pressione del tasto che in origine era considerato un difetto di progettazione, velocemente è entrato a far parte del sound specifico degli Hammond, tanto che le moderne imitazioni degli organi Hammond lo riproducono fedelmente. Inizialmente non fu affatto semplice imitare con l'elettronica il suono degli Hammond, soprattutto per via della complessa e delicata connessione tra le fasi dei tonewheel, difficile da riprodurre con la circuiteria elettronica. Tuttavia, le moderne tecniche che impiegano il digital signal processing e il campionamento permettono imitazioni abbastanza accurate del suono originale degli organi Hammond, anche se i modelli originali sono ancora preferiti per registrazioni e concerti. 

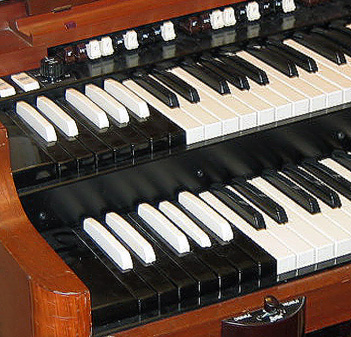
Gran parte dei controlli dell'"organo Hammond": i drawbar, l'ottava dei preset, il chorus/vibrato e il controllo per il Leslie. Sul lato destro (non visibili in questa foto) si trovano i controlli della percussione

I diffusori della Leslie erano molto spesso abbinati agli organi Hammond, sebbene la Leslie fosse un'azienda concorrente della quale Hammond desiderava svincolarsi vendendo i propri Tone cabinet stazionari. Gli altoparlanti Leslie possiedono uno o più componenti rotativi che producono un particolare effetto tridimensionale dovuto alla rotazione degli altoparlanti in esso contenuti. Esso è il frutto della somma dell'effetto Doppler, dovuto allo spostamento relativo delle fonti sonore rispetto all'ascoltatore, e delle riflessioni del suono conseguenti alla rotazione. Presto i diffusori Leslie divennero lo standard di ogni installazione Hammond se si desiderava produrre il caratteristico suono quasi "brontolante".
La maggior parte degli organi Hammond non ha una pedaliera AGO vera e propria, ma un set di pedali più limitato in numero e disposti in piano e non - come negli organi tradizionali - lungo un percorso arcuato; questo sia per ragioni di spazio sia per limitare i costi.
È utile rilevare che non tutti i prodotti marcati Hammond sono del tipo descritto sopra, dotati cioè dei tonewheel e drawbar che costituiscono gli elementi caratteristici degli Hammond tradizionali. La Hammond Organ Company, infatti, ha prodotto anche un certo numero di organi più economici, che usano un sistema elettronico molto più semplice per produrre i suoni; tra questi, il popolare modello J100 e il Cougar.

## Modelli

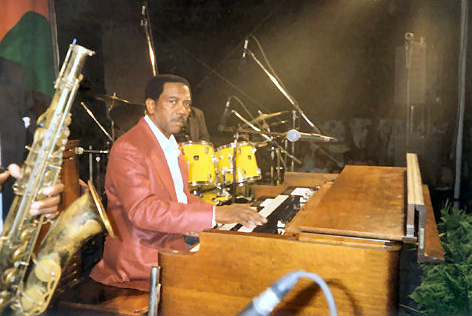
Jimmy Smith all'Hammond B3

Gli organi Hammond sono stati prodotti per oltre 50 anni in un numero elevatissimo di modelli, alcuni di grande successo e altri pressoché sconosciuti. È possibile suddividerli in categorie principali, di cui elenchiamo i modelli più famosi:
- a Console, dotati di due manuali da 61 note:
  - Hammond A. Primo modello ideato da Laurens Hammond, esteticamente simile al più noto e successivo B3, ha due manuali da 61 tasti (5 ottave) ciascuno e 38 drawbar, (due serie da 9 drawbar per ogni manuale più 2 drawbar per la pedaliera). La prima ottava di ognuno dei due manuali, come nei modelli successivi, ha i tasti di colore invertito e non suona, serve per selezionare i suoni presettati o commutare l'uso dei drawbar.
  - Hammond B3. È il modello più ricercato e quotato in assoluto, si distingue per le 4 zampe su cui si poggia le quali lasciano scoperti gli arti inferiori dell'organista e lo rendono unico nel suo genere. Architettura uguale al modello A ad eccezione di registri aggiuntivi. Il B3 è stato costruito esclusivamente a Chicago, IL, USA.
  - Hammond C3. È il più famoso insieme al modello B3. Ha tastiere, meccanica e generazione sonora identiche al modello B3 ma in un mobile chiuso nella parte inferiore, tipicamente liturgico. Un famoso organista legato a questa console è Jon Lord, che ne ha sfruttato tutte le potenzialità timbriche amplificandolo con testate per chitarra oppure collegando una contattiera sotto il manuale inferiore per controllare contemporaneamente un sintetizzatore ARP Odyssey in modo da potenziarne i bassi. È stato molto usato anche da Keith Emerson, il quale recentemente lo fece modificare da Al Goff, dove si sente quasi sempre accompagnato dal sintetizzatore Moog modular. Rick Wright lo ha utilizzato in album leggendari come The Dark Side of the Moon insieme al modello B3 e ad altri modelli.
  - Hammond A100. Il più facile da reperire ai nostri giorni (o il meno difficile), è invero l'Hammond console più completo. Infatti ha tutte le caratteristiche dei modelli B3 e C3 ma possiede anche un amplificatore di potenza, un sistema di riverbero amplificato e ben tre altoparlanti di grande diametro. Il tutto contenuto in un mobile più compatto. Per l'A100 fu espressamente progettato il Leslie 251, simile al 147 ma con in più un canale audio e altoparlanti separati per il suono diretto riverberato proveniente dal sistema di riverbero dell'organo. Poiché l'A100 è un organo già amplificato all'origine è possibile suonarlo senza accoppiarlo a un Leslie o a un tone cabinet Hammond.

- a Spinetta. Sono i modelli più piccoli che hanno due manuali da 44 note posizionati in offset:
  - Hammond L100 / L122. Modello a spinetta portatile, è una valida alternativa ai modelli più grandi, sia in termini di peso che di costi, ha due manuali da 44 tasti (3 ottave e 1/2) ciascuno, con una generazione timbrica molto caratteristica ma in parte diversa da quella dei console per l'assenza del "vibrato scanner" e della circuitazione foldback. Keith Emerson è sempre stato solito accoltellare (letteralmente) questo strumento nei suoi concerti, oltre a maltrattarlo suonandolo al contrario o spostandolo violentemente per tutto il palco.
  - Hammond M3 / M100. Ha caratteristiche molto simili al modello L100, sia per forma che per timbro, ma integra il "vibrato scanner" che rende il suono più vicino ai fratelli maggiori console. È reso celebre per il suo utilizzo nel concerto dei Pink Floyd all'anfiteatro romano di Pompei del 1972, affiancato da uno storico Farfisa CompactDuo, un altro strumento con caratteristiche definite esaltanti da molti musicofili.

Questo strumento ha avuto largo uso anche da parte dei tastieristi degli Yes, in particolare Tony Kaye specie nei primi album della band.

## Registri

### Rapporto tra armoniche e note
Su ogni tirante (drawbar) è inciso un numero in quest'ordine:
| 16' | 5 1/3' | 8' | 4' | 2 2/3' | 2' | 1 3/5' | 1 1/3' | 1' |

Ripresi direttamente dalla nomenclatura classica dello strumento originale, questi numeri indicano la lunghezza delle "virtuali" canne.
Il registro di 8' indica una sinusoide la cui frequenza è effettivamente quella legata alle note suonate, quindi il LA 3 (sopra il DO centrale) avrà una frequenza effettiva di 440 Hz e così via, la tastiera dell'Hammond risulterà quindi perfettamente parallela a quella di un pianoforte. Raddoppiando la lunghezza in piedi della canna virtuale a 16', la stessa nota sullo stesso tasto risulterà all'ottava inferiore, dimezzando la lunghezza della canna a 4' si otterrà la nota all'ottava superiore. Oltre ai rapporti di ottava, ci sono anche rapporti non interi; il tutto è riassumibile nella seguente tabella:
| 16'    | DO 1  | un'ottava sotto la nota fondamentale                |
| 5 1/3' | SOL 2 | una quinta giusta sopra la fondamentale             |
| 8'     | DO 2  | la nota fondamentale                                |
| 4'     | DO 3  | un'ottava sopra la fondamentale                     |
| 2 2/3' | SOL 3 | un'ottava ed una quinta sopra la fondamentale       |
| 2'     | DO 4  | due ottave sopra la fondamentale                    |
| 1 3/5' | MI 4  | due ottave ed una terza maggiore sopra fondamentale |
| 1 1/3' | SOL 4 | due ottave ed una quinta sopra la fondamentale      |
| 1'     | DO 5  | tre ottave sopra la fondamentale                    |

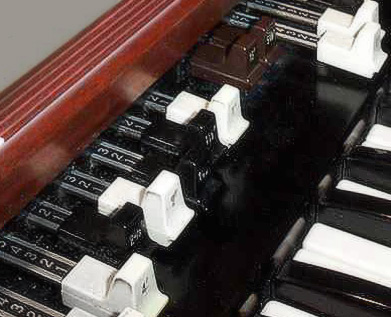
Drawbar dell'organo Hammond

L'orecchio umano riesce comunque a trarre l'impressione di compattezza sonora ed estrae la fondamentale senza lasciarsi ingannare dalle armoniche superiori o inferiori.

Drawbar: la nota suonata corrisponde alla fondamentale (8")

### Teoria dei dosaggi
I drawbar sono divisi tra loro da una logica di codice timbrico e di colore.

#### Codice timbrico
- I primi due (16' - 5 1/3') sono il gruppo dei sub, che rafforza il suono all'ottava inferiore ed alla quinta parallela.
- Il gruppo centrale dei quattro (8' - 4' - 2 2/3' - 2') è quello dei foundation, la definizione di base del timbro.
- Gli ultimi tre (1 3/5' - 1 1/3' - 1') sono la brilliance, la brillantezza, cioè l'apertura sulle alte frequenze.

#### Codice colore
- I drawbar "bianchi" sono regolati tra loro da un rapporto di ottava (8' - 4' - 2' - 1'), mantenendo una forte consonanza.
- I drawbar "neri" sono invece regolati tra loro dai rapporti dissonanti delle terze maggiori e delle quinte (2 2/3' - 1 3/5' - 1 1/3').
- I due drawbar "marroni" (16' - 5 1/3') vengono utilizzati per dare potenza al suono.

#### Principali famiglie dei registri
Normalmente in un organo tradizionale si utilizzano quattro famiglie timbriche ottenute con differenti soluzioni costruttive, che sono i flauti, le ance, i diapason e gli archi.
Nell'organo Hammond è possibile riprodurre le quattro famiglie:
- Nel caso dei "flauti" basta creare un profilo a due gradini, es. 00_8500_000, utilizzando poi il primo drawbar (16') si può dare maggiore profondità al suono.
- La famiglia delle "ance", è caratterizzata dal timbro più aspro, per una maggiore presenza di armoniche dispari, la si può ottenere estraendo i tiranti seguendo un profilo triangolare, con il vertice che di solito corrisponde al 2 2/3', es. 00_4676_543 oppure 00_2333_200.
- la famiglia dei diapason è una via di mezzo tra i "flauti" e gli "archi", e il profilo dei drawbar è "a dente di sega", con forte consonanza delle prime due armoniche (8' e 4') e valori scalati per i drawbar successivi, es. 85_8544_000 oppure 01_8855_331.
- L'ultima famiglia degli "archi" è caratterizzata da un profilo a forma di arco, meno spigoloso delle "ance", ma sempre con una forte presenza delle armoniche superiori, es. 00_3564_534.

## Didattica dell'organo Hammond
Nell'anno 2007 e per la prima volta in Italia, il Conservatorio di Musica di Salerno ha istituito la cattedra di organo Hammond nel Triennio Jazz di I livello, e dal 2010 anche nel Biennio specialistico di II Livello.